# Jeanette Wilma Abéle Ridder-Numan
Jeanette Wilma Abéle Ridder-Numan (1957) es una botánica escocesa, que desarrolla actividades académicas en el Herbario Rijksherbarium/Hortus Botanicus de Leiden, especializándose en la filogenia de Butea, Kunstleria, Spatholobus, y en la biogeografía de Fabaceae en el sudeste de Asia.

## Algunas publicaciones
- 1996. The historical biogeography of the Southeast Asian genus... En Baas. P. et al. (eds.). Plant Diversity in Malesia 11I: 205-217. Royal Botanic Gardens, Kew
- t. Fujii, p. Baas, p. Gasson, j.w.a. Ridder-Numan. 1995. Wood Anatomy of the Sophora Group (Leguminosae). En Advances in Legume Systematics: Part 6 Structural Botany: 205-249. Royal Botanic Gardens, Kew
- 1995. Phylogeny and biogeography of... J. Bot. 77: 750-761

### CD
- ingrid De Kort, jeanette Ridder-Numan, gerard Thijsse. 2003. Von Siebolds Botanical Treasures in Leiden. Audio CD. Ed. Hotei Publ. ISBN 90-75000-15-4

## Honores
Fue honrado como miembro de la Sociedad linneana de Londres
- La abreviatura «Ridd.-Num.» se emplea para indicar a Jeanette Wilma Abéle Ridder-Numan como autoridad en la descripción y clasificación científica de los vegetales.[2]